# Tetraserica gestroi
Tetraserica gestroi är en skalbaggsart som beskrevs av Brenske 1898. Tetraserica gestroi ingår i släktet Tetraserica och familjen Melolonthidae. Inga underarter finns listade i Catalogue of Life.